# Cheracebus
Cheracebus is een geslacht van de familie van de sakiachtigen (Pitheciidae). Dit geslacht bestaat uit zes soorten. Vroeger werden alle springaapjes tot het geslacht Callicebus gerekend, maar sinds 2016 is dat geslacht in drieën opgesplitst, waarbij Cheracebus en Plecturocebus ontstonden.

## Taxonomie
Er worden zes soorten tot dit geslacht gerekend.
- Soort Cheracebus aquinoi
- Soort Cheracebus lucifer
- Soort Cheracebus lugens
- Soort Cheracebus medemi
- Soort Cheracebus regulus
- Soort Cheracebus torquatus – Weduwaapje